# 濑谷启
濑谷启（日语：／ seya hiraku，1885年1月21日—1954年5月27日）是一名大日本帝国陆军将领,最高军阶为陆军中将。1918年陆军大学校第30期毕业、曾任职于陆军省、担当过陆大教官、步兵第十三联队长等要职。
1938年成为第十师团步兵第33旅，以一个旅团冒进，在滕县（今滕州）击破川军王铭章部，在台儿庄战役中败于西北军孙连仲部。

## 生平
1885年1月21日，濑谷启出生于栃木县。原黑羽藩士安藤小次郎之子，过继给瀬谷月山养子。1910年陆军士官学校第22期，1918年陆军大学校第30期毕业、曾任职于陆军省、担当过陆大教官、步兵第十三联队长等要职。
中國抗日戰爭爆发后1937年8月晋升步兵少将。生涯中的实战经历实际上只有1938年3月至1939年10月、率领步兵第三十三旅团在华北、华中战场转战的约一年半。台儿庄战役后，在徐州会战中于禹王山击败滇军卢汉部，后参加武汉会战，在大别山北麓攻进，占领信阳。1939年10月随部队回国，晋升陆军中将，易职为台湾基隆要塞司令官。由于受到台儿庄作战中撤退的政治牵连，濑谷于1940年8月1日被编入预备役。1944年因日本在二战形势上的劣势，再次被陆军启用，同年3月，任满洲国铁路护卫司令。
1945年4月成为朝鲜罗津要塞司令官，同年9月日本战败後被苏军押送到西伯利亚收容所，1954年5月27日，被遣送至中国国内接受战犯审判时在沈阳自决，享年69岁。。

## 年譜
- 1910年 - 陸軍士官学校（22期）毕业
- 1918年 - 陸軍大学校（30期）毕业
- 1937年8月2日 - 晋升步兵少将
- 1938年3月 - 参与徐州会战
- 1939年10月随部队回国，晋升陆军中将，易职为台湾基隆要塞司令官
- 1940年8月31日 - 被编入预备队
- 1944年3月 - 任满洲国铁路护卫司令
- 1945年4月1日 - 成为朝鲜罗津要塞司令官
- 1945年9月 - 被苏联做战俘，押送到西伯利亚收容所
- 1954年5月27日，被遣还到中国国内接受战犯审判时在沈阳自杀